# Liste der preußischen Gesandten in den Vereinigten Staaten
Dies ist eine Liste der Gesandten Preußens in den Vereinigten Staaten (1817–1868).

## Gesandte
| Name                                                         | Bild                                                         | Amtszeit                                                     | Anmerkungen |
| Gesandte und bevollmächtigte Minister des Königs von Preußen | Gesandte und bevollmächtigte Minister des Königs von Preußen | Gesandte und bevollmächtigte Minister des Königs von Preußen | Gesandte und bevollmächtigte Minister des Königs von Preußen                                                    |
| ------------------------------------------------------------ | ------------------------------------------------------------ | ------------------------------------------------------------ | --- |
| Friedrich von Greuhm                                         |                                                              | 1817–1823                                                    | |
| Ludwig Niederstetter                                         |                                                              | 1825–1830                                                    | Chargé d’affaires                                                                                               |
| Friedrich Ludwig von Rönne (* 1798; † 1865)                  |                                                              | 1834–1844                                                    | |
| Friedrich von Gerolt (* 1797; † 1879)                        |                                                              | 1844–1848                                                    | 1848/1849 gleichzeitig ebenfalls Außerordentlicher Gesandter und bevollmächtigter Minister des Deutschen Bundes |
| Friedrich Ludwig von Rönne (* 1798; † 1865)                  |                                                              | 1848–1849                                                    | |
| Friedrich von Gerolt (* 1797; † 1879)                        |                                                              | 1849–1868                                                    | |